# ویمرکاته
ویمرکاته (به ایتالیایی: Vimercate) یک شهر و شهرستان (کومونه) در ایتالیا است که در استان مونتزا و بریانتزا در ناحیهٔ لمباردی واقع شده‌است.

## ویژگی‌ها
ویمرکاته ۲۰٫۶۷ کیلومترمربع مساحت و ۲۵٬۶۰۱ نفر جمعیت دارد و ۱۹۴ متر بالاتر از سطح دریا واقع شده‌است.

## نگارخانه

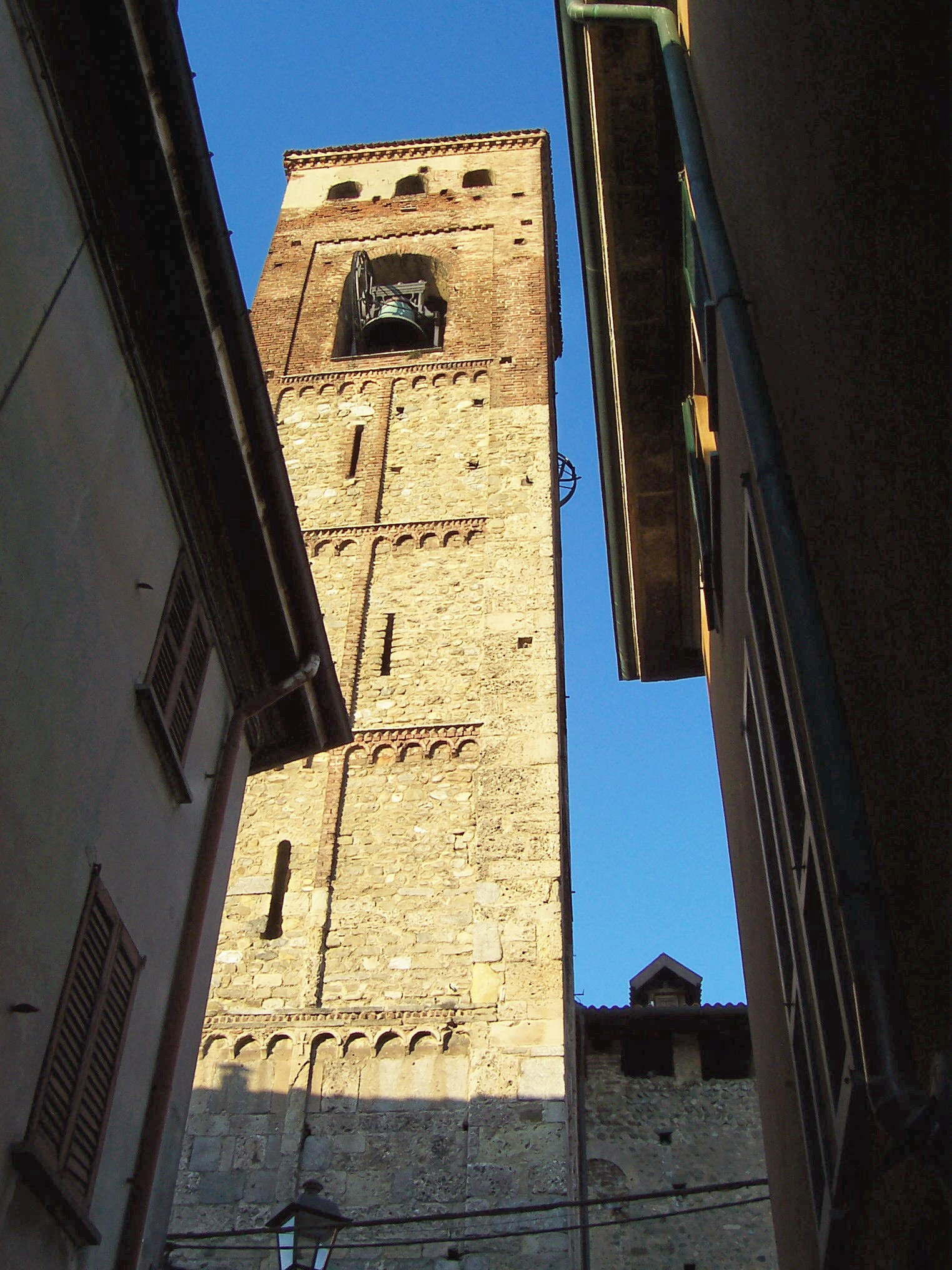
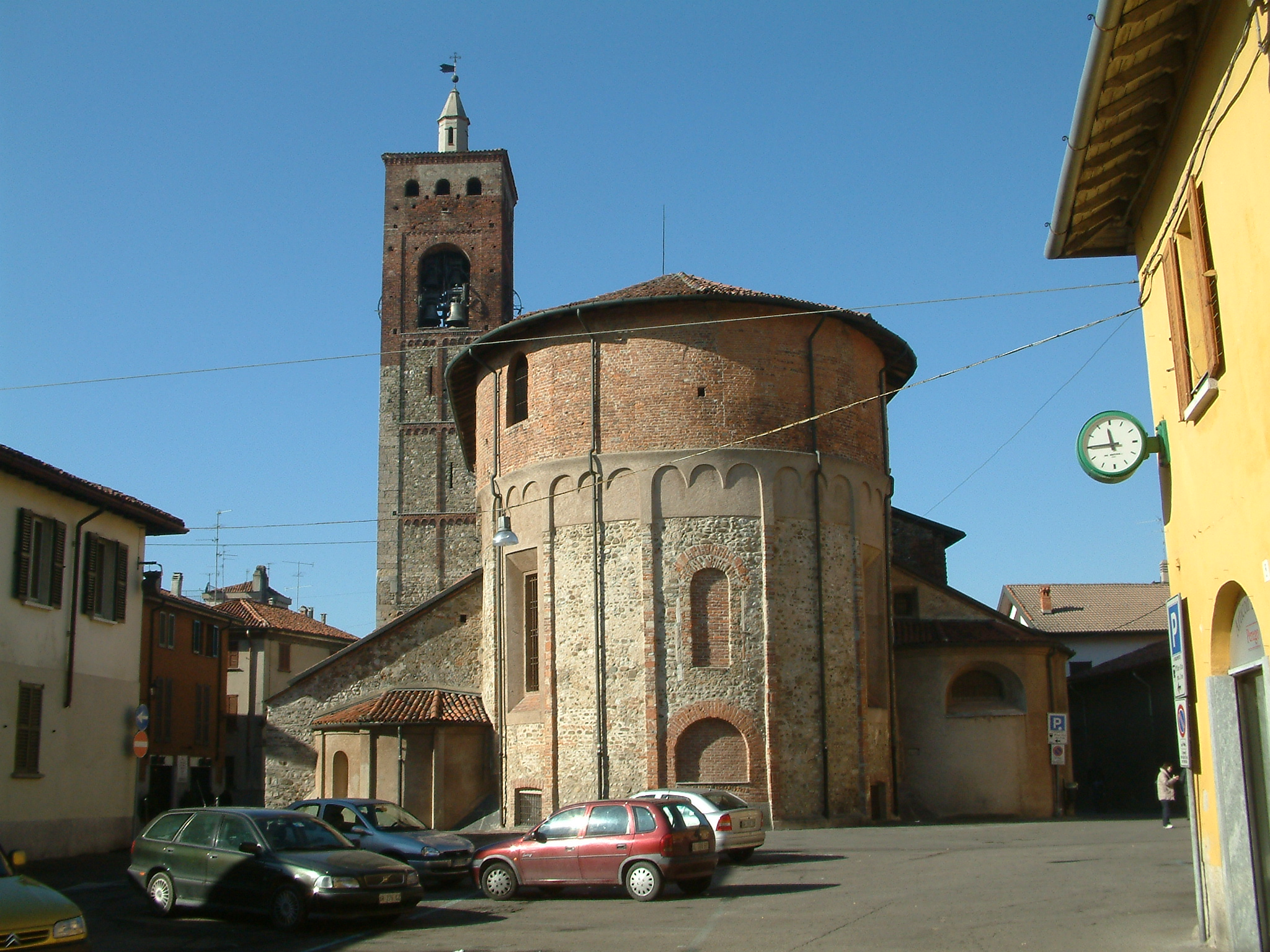
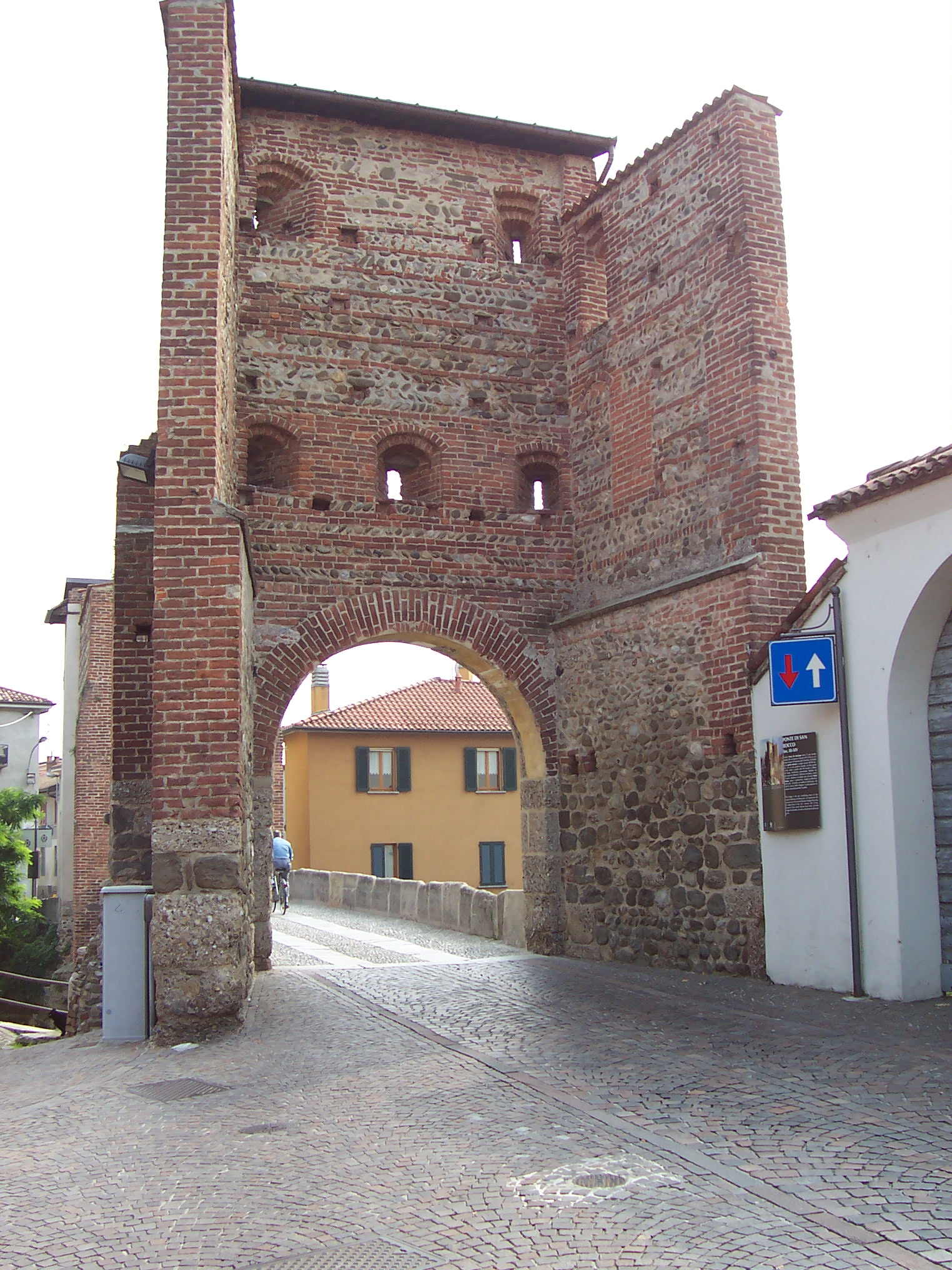
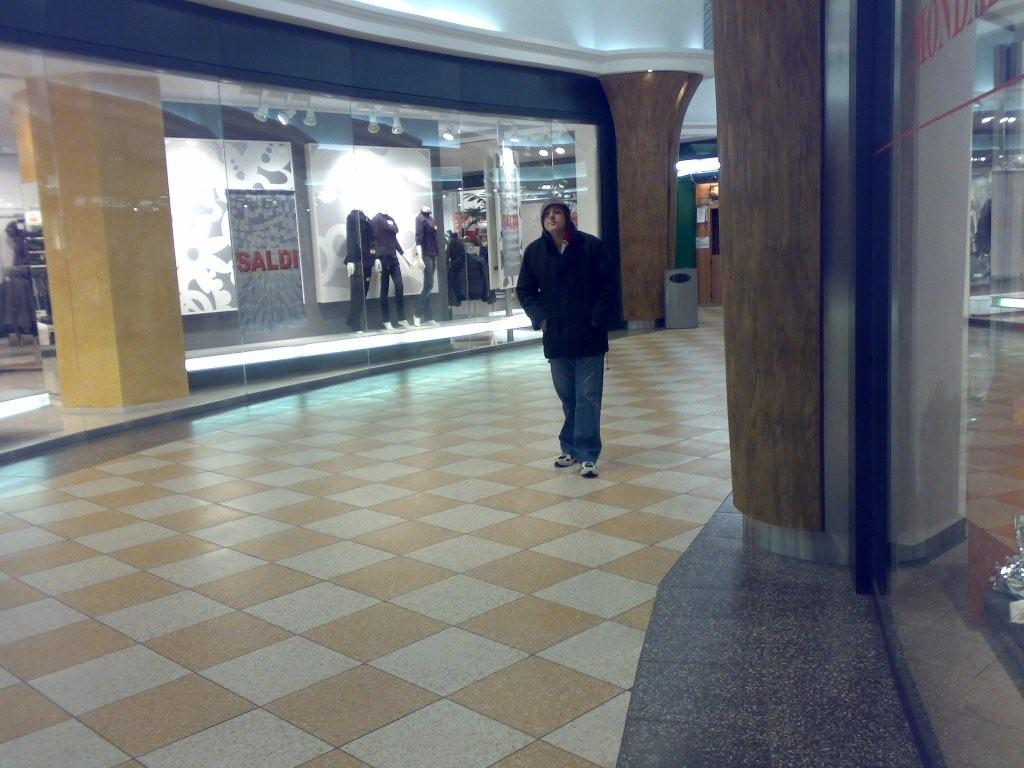
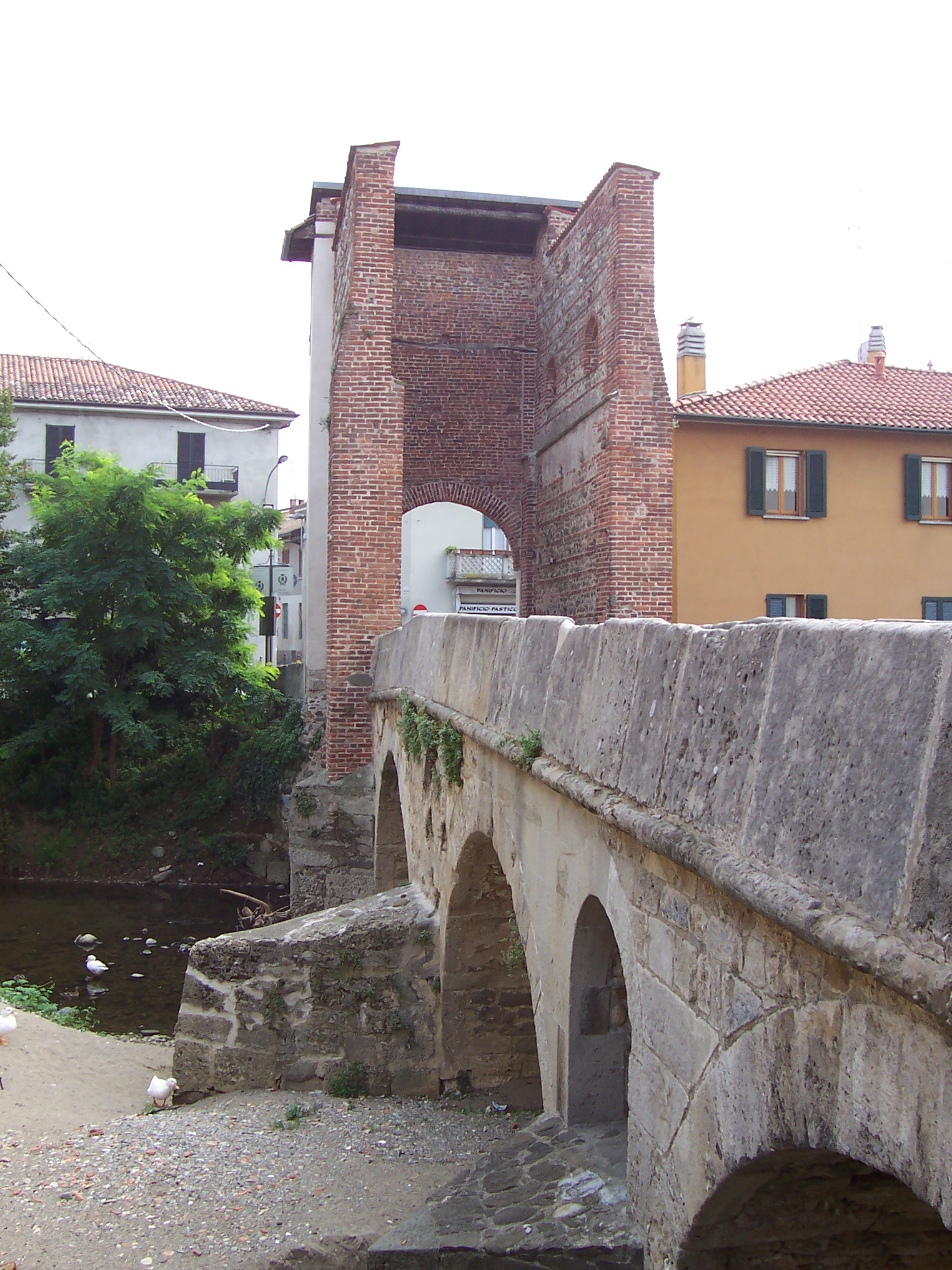
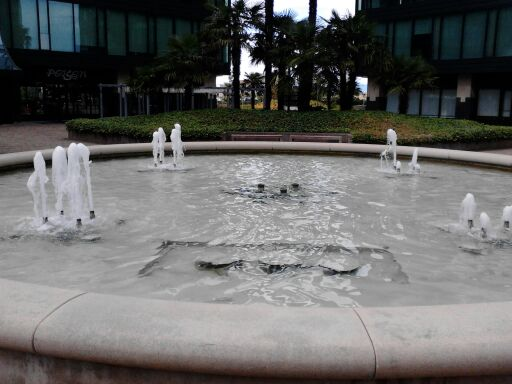